# Xavier-bülbül
A Xavier-bülbül (Phyllastrephus xavieri) a madarak (Aves) osztályának verébalakúak (Passeriformes) rendjébe, ezen belül a bülbülfélék (Pycnonotidae) családjába tartozó faj.

## Rendszerezése
A fajt Emile Oustalet francia zoológus írta le 1892-ben, a Xenocichla nembe Xenocichla xavieri néven. Tudományos faji nevét Xavier Dybowski francia felfedező tiszteletére kapta.

## Alfajai
- Phyllastrephus xavieri serlei Chapin, 1949
- Phyllastrephus xavieri xavieri (Oustalet, 1892)[2]

## Előfordulása
Egyenlítői-Guinea, Gabon, Kamerun, a Kongói Demokratikus Köztársaság, a Kongói Köztársaság, a Közép-afrikai Köztársaság, Nigéria, Tanzánia és Uganda területén honos.
Természetes élőhelyei a szubtrópusi vagy trópusi síkvidéki és hegyi esőerdők, valamint mocsári erdők. Állandó, nem vonuló faj.

## Megjelenése
Testhossza 18 centiméter, testtömege 16–31 gramm.

## Életmódja
Többnyire rovarokkal táplálkozik, de gyümölcsöket is fogyaszt. Januártól márciusig és augusztusban költ.

## Természetvédelmi helyzete
Az elterjedési területe nagyon nagy, egyedszáma pedig stabil. A Természetvédelmi Világszövetség Vörös listáján nem fenyegetett fajként szerepel.